# سیارک ۵۵۴۱
سیارک ۵۵۴۱ (به انگلیسی: 5541 Seimei، نامگذاری:1976UH16) پنج هزار و پانصد و چهل و یکمین سیارک کشف شده‌است که در ۲۲ اکتبر ۱۹۷۶ کشف شد.
قدر مطلق سیارک برابر ۱۲٫۸۰ است.